# シャーマンズ・ネクタイ

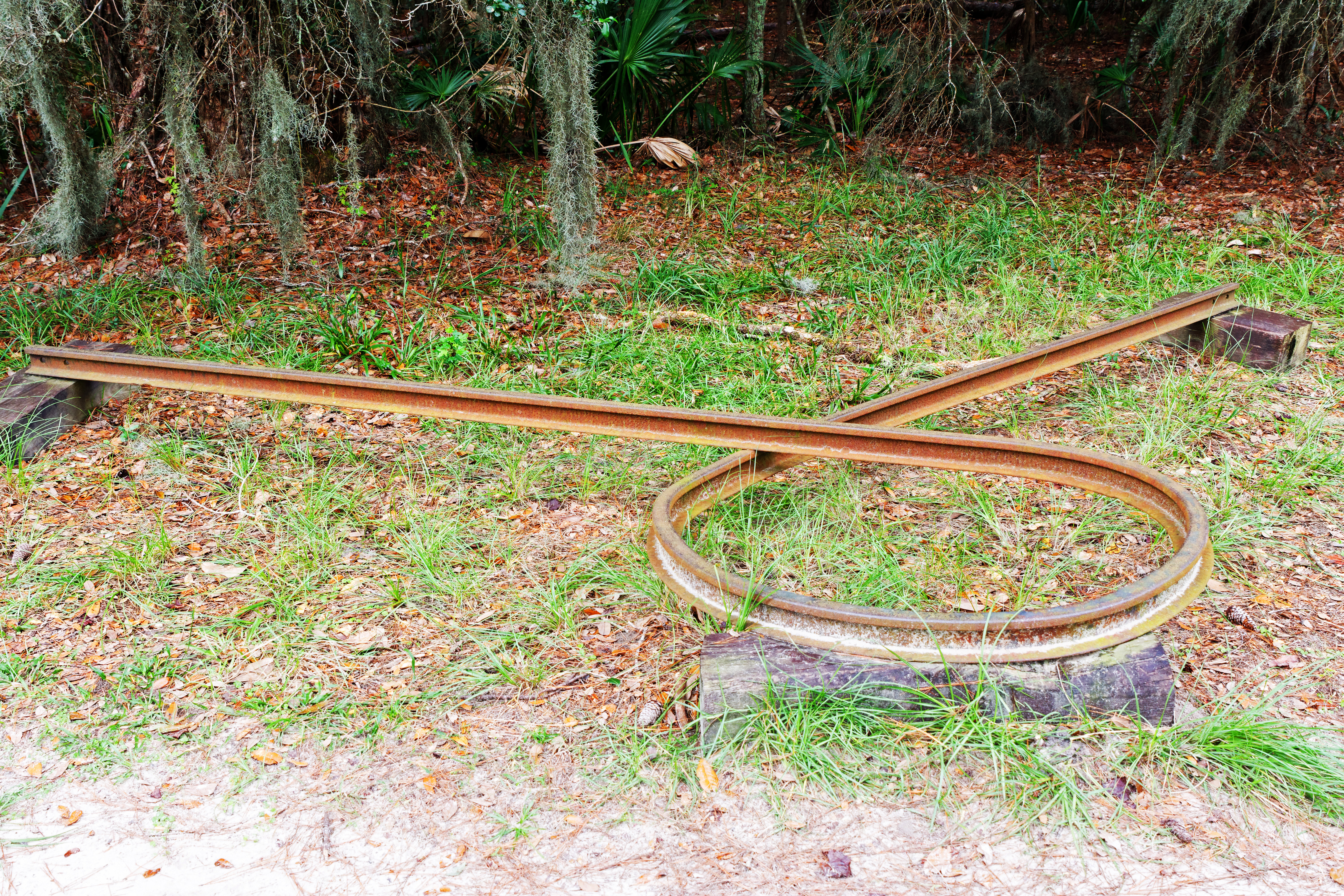
ジョージア州フォート・マカリスター州立公園のシャーマンのネクタイ

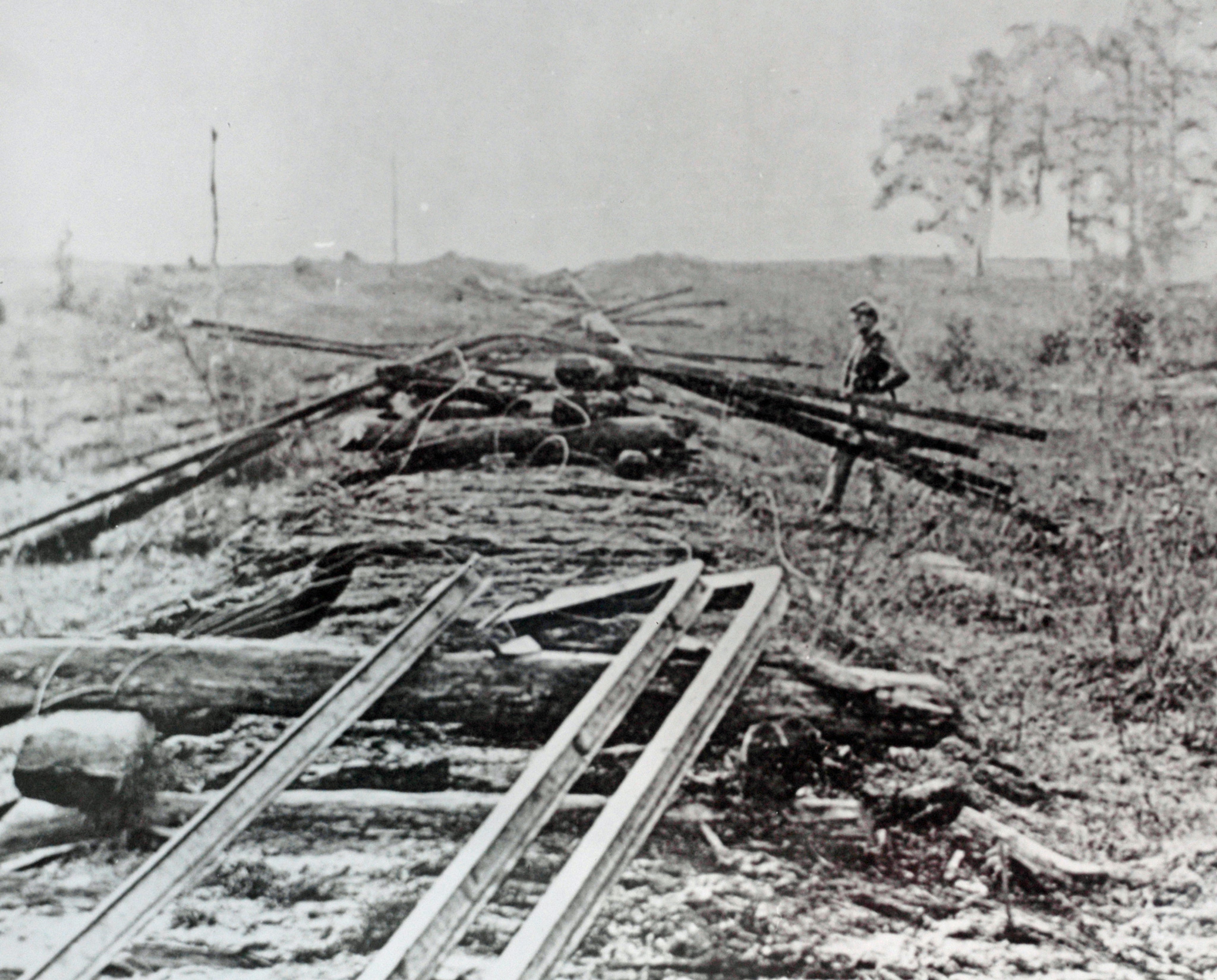
不適切に作られたシャーマンのネクタイ。レールはシャーマンの注文通りねじれておらず、曲がっている。この状態では修理できる可能性がある。

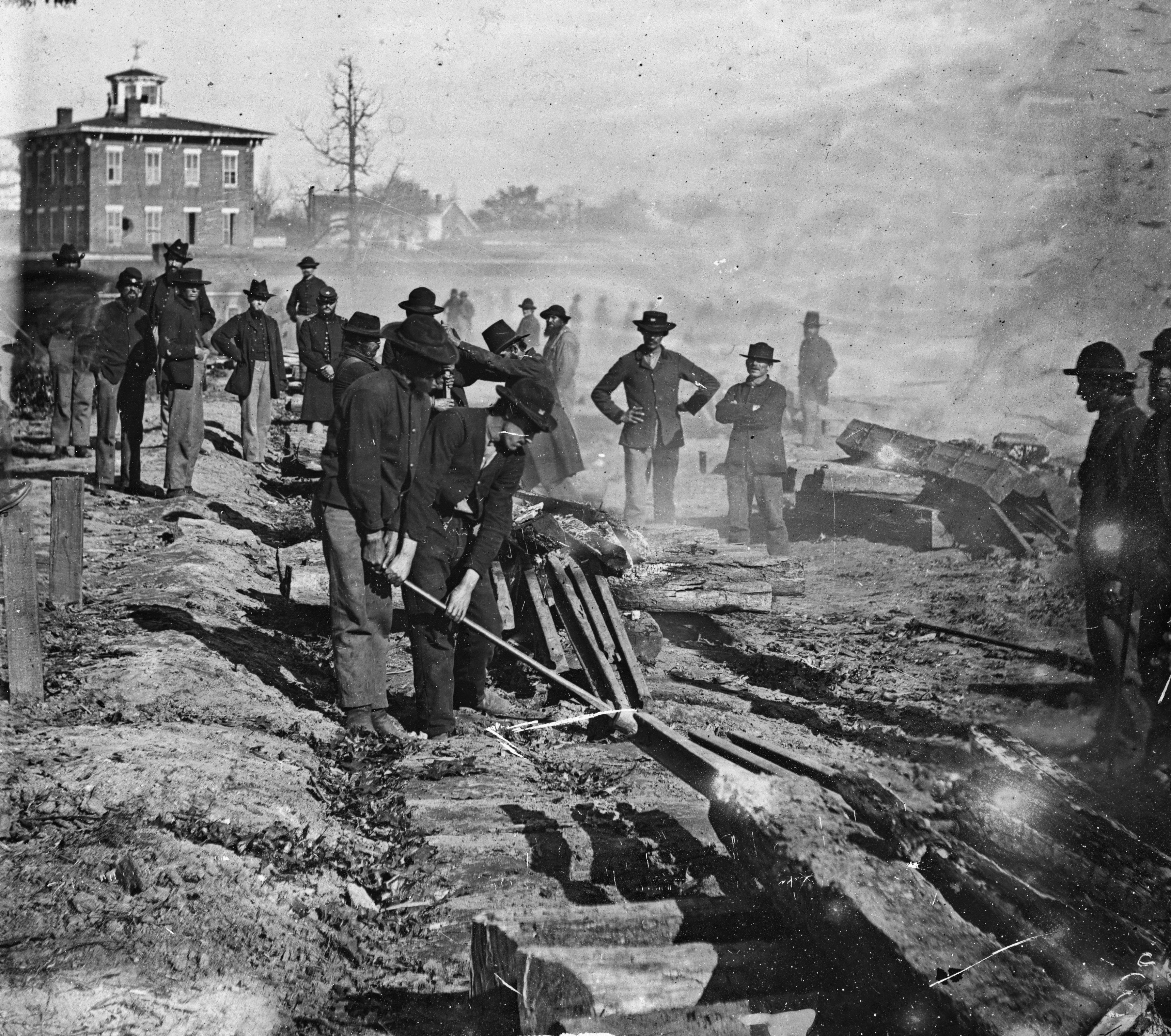
G.N.バーナードによるこの写真は、バールを持った4人の男たちがシャーマンの命令に従ってレールをひねっている。

シャーマンズ・ネクタイ（シャーマンのネクタイ、Sherman's neckties）は鉄道破壊の戦術として使われた。南北戦争では、北軍のウィリアム・テカムセ・シャーマン将軍にちなんで名付けられたシャーマンのネクタイは、鉄道レールを可鍛性になるまで加熱して破壊し、ネクタイのようなループ状にねじって、しばしば木の周りに巻き付けたものである。南軍には鉄の供給が限られており、レールを転がす鋳物工場もほとんどなかったため、この破壊を修復するのは非常に困難だった。シャーマンの蝶ネクタイ、ジェフ・デイビスのネクタイ、シャーマンのヘアピンとも呼ばれた。
この破壊はシャーマンがアトランタ作戦中に命じたものだが、レールを木に曲げて作る「ネクタイ型」はそうではなかった。
深刻な戦闘音が鳴り響いた場合、［マクファーソン少将］はスコフィールド将軍に接近するが、そうでなければ、彼の指揮下のすべての兵を、線路を引き裂き、結束バンドと鉄を燃やし、熱いうちに鉄棒をねじって、鉄道を破壊する作業に従事させる。将校には、鉄棒は曲げただけなら再び使うことができるが、真っ赤に熱した鉄棒をねじると、再び使うことはできないことを指導すべきである。タイを焚き火の形に積み上げ、レールを横にして、真ん中が真っ赤に熱くなったら、両端の男が棒をねじって、表面が渦巻きになるようにする。
- Wm.T.シャーマン、特別野戦命令、1864年7月18日。
3日後、南軍の鉄道路線は1本のみとなったが、 アトランタ は無事だった。
シャーマンのネクタイは、シャーマンの「海への進軍」の特徴でもあった。シャーマンの「海への進軍」は、南アメリカにハードウォー、すなわち「インフラの深刻な破壊」をもたらすことを目的とした作戦であった。シャーマンは「焦土作戦」を実施した。彼と北軍司令官ユリシーズ・S・グラント中将は、南軍の戦略的、経済的、心理的な戦争能力を決定的に破壊しなければ南北戦争は終わらないと考えていた。
1864年末のフランクリン・ナッシュビル方面作戦の初期、南軍はシャーマンの補給線であるチャタヌーガからアトランタまでのウェスタン・アトランティック鉄道に対しても同様の戦術をとった。火災で変形したレールは、テネシー陸軍の兵士たちに 「リンカーン夫人のヘアピン」として知られていた。